# Dongókolibri
A dongókolibri (Chaetocercus bombus) a madarak osztályának sarlósfecske-alakúak (Apodiformes)  rendjébe és a kolibrifélék (Trochilidae) családjába tartozó faj.

## Rendszerezése
A fajt John Gould angol ornitológus írta le 1871-ben. Sorolták az Acestrura nembe Acestrura bombus néven is.

## Előfordulása
Az Andok hegységben, Kolumbia, Ecuador és Peru területén honos. Természetes élőhelyei a szubtrópusi és trópusi síkvidéki és hegyi esőerdők, valamint száraz erdők. Állandó, nem vonuló faj.

## Megjelenése
Testhossza 7 centiméter.

## Természetvédelmi helyzete
Az elterjedési területe nagy, de széttöredezett, egyedszáma 2500-9999 példány közötti és csökken. A Természetvédelmi Világszövetség Vörös listáján mérsékelten fenyegetett fajként szerepel.